# Jersie
Jersie es una localidad situada en el municipio de Solrød, en la región de Selandia (Dinamarca), con una población en 2012 de unos 530 habitantes.
Se encuentra ubicada al este de la isla de Selandia, al suroeste de Copenhague, junto a la costa del mar Báltico.